# Bigace
Bigace ist ein 2004 in der Erstversion erschienenes Open-Source-Web-Content-Management-System (CMS). Es basiert auf der serverseitigen Skriptsprache PHP und dem Datenbanksystem MySQL. Bigace wird nicht mehr weiterentwickelt. Primäre Zielgruppen waren private Webseiten, Auftritte von Vereinen und Auftritte von klein- und mittelständischen Betrieben.

## Merkmale
Bigace kann einfach mit Plug-ins (sogenannte Extensions, kleine Erweiterungsprogramme) auf spezielle Situationen angepasst werden. Diese lassen sich mit einem Klick installieren, so dass sich viele Anwendungsfälle ohne Schreiben von eigenem Programmcode abdecken lassen, dies sind z. B. Gästebuch, Foto Album, Blog- und Kommentarfunktion und andere. Vorteilhaft ist u. a. die Mehrsprachigkeit von Front- und Backend, wobei Bigace bis heute in mehr als 6 Sprachen übersetzt wurde.
Bigace verfügt über die Möglichkeit beliebig viele Mandanten zu verwalten. Pro Mandant können beliebig viele Benutzer eingesetzt werden, die in frei konfigurierbaren Benutzergruppen verwaltet und mit Zugriffsrechten versehen werden können.
Die zu verwaltenden Content-Objekte können in beliebig vielen Sprachversionen angelegt werden, so dass eine mehrsprachige Webseite für verschiedene Benutzergruppen gepflegt werden kann.

## Bedienung
Bigace wird auf einem Webserver mit einem Webbrowser gesteuert. Für die Bedienung ist keine Zusatzsoftware beim Redakteur erforderlich, allerdings muss der Webbrowser JavaScript unterstützen. Bigace bietet unterschiedliche Anwendungsmöglichkeiten, die sich in die Bereiche Design, Anwendung und Inhalt aufteilen.
Die Verwaltung (das sogenannte Backend) ist der im Webbrowser sichtbare Teil von Bigace, in dem Inhalte erstellt und bearbeitet werden. Ein Rich-Text-Editor, in dem Inhalte wie in einer Textverarbeitung (z. B. Word) formatiert werden können, erlaubt auch Anwendern ohne HTML-Kenntnisse redaktionelle Arbeit zu erledigen.

## Suchmaschinenfreundlichkeit
Möchte man Webseiten erstellen, die für die Crawling-Technik der heutigen modernen Suchmaschinen besonders geeignet sind, bietet Bigace hierzu einige Einstellmöglichkeiten. Neben der Pflege von Metaangaben für Schlüsselwörter und Beschreibungs-Tags, die pro Seite separat angegeben werden können, ist die Integration eigener Metaangaben möglich. Seitentitel können für jede Seite definiert werden, wobei im Template sowohl Titel des Projektes, als auch der Seitenname und Seitentiel als eigene Variablen zur Verfügung steht. Das Umschreiben der vom System generierten URLs in ein suchmaschinenfreundliches Format wird per URL Rewriting gelöst. Zudem liefert das System barrierefreien und standardkonformen Code, in der Standardinstallation wird ein tabellenloses Design mit ausgeliefert.
Darüber hinaus lassen sich durch die Installation einer Erweiterung noch weitere Punkte umsetzen:
AnalyseDurch einen Konfigurationseintrag kann eine Google-Analytics-Kennung gesetzt werden. Damit erfolgt eine automatisierte Ausgabe des benötigten Codes für dieses Tool an der richtigen Stelle im Quelltext der Seite.
SitemapEs kann automatisiert eine Sitemap, zum Beispiel zur Übergabe an große Suchmaschinen generiert werden.
Robot TagsSeiten können von der Indexierung explizit ausgeschlossen werden. Der benötigte HTML-Code wird automatisch an der richtigen Stelle erzeugt.

## Hosting
Da es sich bei Bigace um eine serverbasierte Software handelt, wird als Voraussetzung die Abhängigkeit von PHP 5.1 und MySQL 4.1 ausgewiesen. Darüber hinaus wird ein Webserver benötigt, wobei offiziell Apache, Microsoft IIS und Lighttpd unterstützt werden. PHP-seitig werden einige Erweiterungen wie SimpleXML benötigt, welche in jeder PHP-Standardinstallation vorhanden sind und deren Existenz während der Installation von Bigace überprüft wird.
Die Installation kann manuell erfolgen, indem man die benötigten Programmpakete per z. B. mit Hilfe von FTP oder SSH auf den Server kopiert und dort entpackt werden.
Seit Mai 2009 ist Bigace als SaaS-Software von Parallels, dem Hersteller der Administrationsoberfläche Plesk, mit Gold zertifiziert und setzt somit den APS-Standard in der Version 1.1 vollständig um. Für den Endanwender bedeutet dies, das er Bigace mit nur einem Klick installieren kann, wenn dieser seinen Webauftritt mit einer APS zertifizierten Software wie Plesk oder SysCP verwaltet.
Es existieren mehrere Webhoster, die sich auf den Einsatz von Bigace spezialisiert haben und somit garantieren, dass ihre Angebote voll kompatibel zu den Anforderungen des Systems sind.

## Lizenz
Bigace wird unter der GPL in der Version 2 veröffentlicht, der Quellcode ist somit frei zugänglich, kommerziell nutzbar und für jedermann erweiterbar.

## Kritik
Die Auswahl an Erweiterungen ist geringer als bei vergleichbaren Systemen. Im Oktober 2009 waren um die 50 Erweiterungen verfügbar, während es für Joomla, Drupal oder TYPO3 mehrere hundert oder gar mehrere tausend Erweiterungen gibt. Allerdings bietet Bigace bereits im Kernsystem Funktionen (passwortgeschützte Bereiche mit Mitgliederregistrierung, Passwort Recovery, Mandantenfähigkeit uvm.) die bei anderen CMS nur mittels Erweiterung verfügbar sind.
Das Kernsystem von Bigace wird momentan von nur einem Entwickler erstellt, was für eine nachhaltige Weiterentwicklung kritisch sein kann. Für die Entwicklung von Erweiterungen stehen jedoch mehrere Entwickler zur Verfügung. Zudem bieten mehrere Webagenturen professionelle Bigace-Dienstleistungen an, für die bisher jedoch keine Zertifizierungen wie bei Systemen wie Typo3 existieren.